# Casa de les Punxes
La Casa de les Punxes, o Casa Terrades, è un edificio progettato dall'architetto modernista Josep Puig i Cadafalch, che si trova sull'Avinguda Diagonal di Barcellona.
La casa fu costruita nel 1905 su incarico delle sorelle Terrades, che desideravano unire tre immobili di proprietà. Puig i Cadafalch progettò un edificio d'aspetto medievale, con elementi che rimandano al gotico europeo. Una delle caratteristiche dell'edificio sono le sei torri, sormontate da guglie di forma conica, da cui il nome catalano di Casa de les Punxes (Casa delle punte).
Nel 1975 fu dichiarata Monumento Storico Nazionale e nel 1980 si realizzò un completo restauro dell'edificio.
L'edificio è di proprietà privata e dal 2016 è visitabile.